# El Callejón
El Callejón är en ort i Mexiko.   Den ligger i kommunen Omealca och delstaten Veracruz, i den sydöstra delen av landet, 260 km öster om huvudstaden Mexico City. El Callejón ligger 371 meter över havet och antalet invånare är 289.
Terrängen runt El Callejón är platt åt nordost, men åt sydväst är den kuperad. Terrängen runt El Callejón sluttar österut. Runt El Callejón är det ganska tätbefolkat, med 100 invånare per kvadratkilometer. Närmaste större samhälle är Cuitláhuac, 9,0 km norr om El Callejón. I omgivningarna runt El Callejón växer i huvudsak städsegrön lövskog.